# Колдервуд, Колин
Ко́лин Ко́лдервуд (англ. Colin Calderwood; род. 20 января 1965, Странраер, Дамфрис-энд-Галловей) — шотландский футболист, тренер. Выступал на позиции защитника.
Карьеру футболиста Колдервуд провёл в различных английских клубах, таких как «Мансфилд Таун», «Суиндон Таун», «Тоттенхэм Хотспур», «Астон Вилла», «Ноттингем Форест» и «Ноттс Каунти». С 1995 по 1999 год Колин защищал цвета национальной сборной Шотландии, провёл в ей составе 36 матчей, забил один гол. Участник двух крупных международных форумов — чемпионата Европы 1996 и мирового первенства 1998.
После окончания карьеры футболиста Колдервуд стал тренером. Первым клубом на новом поприще стала его бывшая «игровая» команда «Тоттенхэм Хотспур». В «шпорах» Колин на протяжении двух лет был наставником дублирующей команды лондонского коллектива. В 2003 году Колдервуд возглавил «Нортгемптон Таун». Через три года он вывел «сапожников» в Первую Футбольную лигу Англии. В том же году Колин сменил команду, став главным тренером «Ноттингем Форест». Здесь шотландца также ждал успех — под его руководством «лесники» по итогам сезона 2007/08 завоевали право играть во втором по значимости дивизионе страны. В декабре того же года Колин покинул «Ноттингем». В 2009 году Колдервуд вместе с Крисом Хьютоном короткое время исполнял обязанности главного тренера «Ньюкасл Юнайтед». Осенью 2010 года Колин вернулся на родину, где возглавил эдинбургский «Хиберниан». В ноябре следующего года руководство «хибс» уволило специалиста за плохие результаты «бело-зелёных».

## Карьера футболиста

### Клубная карьера

#### «Мансфилд Таун»
Колдервуд родился 20 января 1965 года в шотландском городе Странрар.
Первым клубом в футбольной карьере Колина стал скромный «Мансфилд Таун», с которым шотландец подписал свой первый профессиональный контракт 19 марта 1982 года. За «оленей» Колдервуд выступал на протяжении трёх с половиной лет, проведя в общей сложности 117 матчей и забив два мяча.

#### «Суиндон Таун»
Игра Колина в «Мансфилде» привлекла внимание различных клубов. Самым расторопным из них оказался «Суиндон Таун», главный тренер которого, Лу Макари, приложил все усилия для того, чтобы молодой защитник пополнил состав «робинс». В итоге летом 1985 года шотландец переехал на «Каунти Граунд». Сумма, заплаченная «Суиндоном» «Мансфилду», составила 30 тысяч фунтов стерлингов. Макари строил свою команду вокруг молодых и талантливых игроков, среди которых и выделялся Колдервуд. Вскоре после своего прихода в «Таун» Колин был избран капитаном команды. 17 августа 1985 года шотландский защитник дебютировал за «Суиндон» в поединке против «Рексема». По итогам первого же сезона в рядах «Таун» Колдервуд помог «робинс» стать победителями Четвёртого дивизиона Футбольной лиги. Сам Колин был признан «Игроком года» в клубе по версии газеты «Swindon Advertiser». В следующем сезоне «Суиндон» вновь добился повышения в классе. Заняв в Третьем дивизионе страны третье место, «робинс» в играх плей-офф поочередно победили «Уиган Атлетик» и «Джиллингем», тем самым обеспечив себе место во Второй лиге в следующем футбольном году.
В следующие три года Колдервуд пропустил всего лишь тринадцать официальных игр своей команды. По итогам сезона 1989/90 «Суиндон» завоевал право выступать в высшем английском дивизионе. Вскоре после этого вокруг «Таун» разразился скандал по незаконному «отмыванию» денег его владельцами, в результате которого всё руководство уилтширского клуба получило тюремные сроки, а сам клуб был отправлен английской Футбольной ассоциацией в Третью лигу страны. Позже решение по «Суиндону» было пересмотрено, и он был оставлен во втором по значимости дивизионе Англии.
Сезон 1990/91 стал неудачным для «робинс» — ослабление состава клуба, вследствие его финансовых проблем, привело к тому, что уилтширцы чуть было не вылетели в Третью лигу, заняв 21-е место. Колдервуд пропустил бо́льшую часть этого футбольного года из-за длительной дисквалификации, наложенной на него после того, как он в игре нанёс тяжёлую травму игроку клуба «Вулверхэмптон Уондерерс» Стиви Буллу. В межсезонье наставником «Таун» стал Гленн Ходдл. Под его руководством сезон 1992/93 «Суиндон» закончил на пятом месте Чемпионшипа, добившись права играть в поединках плей-офф за выход в Премьер-лигу. На полуфинальной стадии матчей на вылет «робинс» по сумме двух встреч переиграл «Транмир Роверс». В финале, проходившем на стадионе «Уэмбли», «Суиндон» победил клуб «Лестер Сити» со счётом 4:3, и спустя три года вновь завоевал право играть в высшем дивизионе Англии.

#### «Тоттенхэм Хотспур»
Летом 1993 года истёк контракт Колдервуда с «робинс». Новый работодатель для Колина нашёлся быстро — им стал лондонский «Тоттенхэм Хотспур».
В составе «шпор» шотландский защитник провёл пять с половиной лет, успешно конкурируя за место в основном составе с другими оборонцами, в частности Гэри Маббаттом и Рамоном Вегой. Всего за «Тоттенхэм» Колдервуд провёл 198 матчей, забил восемь голов.

#### Последние годы карьеры футболиста
В 1999 году Колин перебрался в «Астон Виллу», подписав с бирмингемцами годичный контракт. Дебют шотландца за «львов» состоялся 7 августа 1999 года, когда его клуб в рамках английского чемпионата встречался с «Ньюкасл Юнайтед». В марте 2000 года Колдервуд покинул «Виллу» в виду истечения своего контракта. Следующим клубом Колина стал «Ноттингем Форест». Не сумевший закрепиться в основном составе «лесников» защитник через год был отдан в аренду землякам «Форест» из «Ноттс Каунти». По окончании сезона 2000/01 Колдервуд заявил о завершении своей карьеры футболиста.

#### Клубная статистика
| Клуб                         | Сезон                        | Чемпионат | Чемпионат | Кубок | Кубок | Кубок Лиги | Кубок Лиги | Плей-офф Лиги | Плей-офф Лиги | Итого | Итого |
| Клуб                         | Сезон                        | Игры      | Голы      | Игры  | Голы  | Игры       | Голы       | Игры          | Голы          | Игры  | Голы  |
| ---------------------------- | ---------------------------- | --------- | --------- | ----- | ----- | ---------- | ---------- | ------------- | ------------- | ----- | ----- |
| Мансфилд Таун                | 1981/82                      | —         | —         | —     | —     | —          | —          | —             | —             | —     | —     |
| Мансфилд Таун                | 1982/83                      | —         | —         | —     | —     | —          | —          | —             | —             | —     | —     |
| Мансфилд Таун                | 1983/84                      | —         | —         | —     | —     | —          | —          | —             | —             | —     | —     |
| Мансфилд Таун                | 1984/85                      | —         | —         | —     | —     | —          | —          | —             | —             | —     | —     |
| Всего за «Мансфилд Таун»     | Всего за «Мансфилд Таун»     | 100       | 1         | 6     | 1     | 4          | 0          | 0             | 0             | 117   | 2     |
| Суиндон Таун                 | 1985/86                      | —         | —         | —     | —     | —          | —          | —             | —             | —     | —     |
| Суиндон Таун                 | 1986/87                      | —         | —         | —     | —     | —          | —          | —             | —             | —     | —     |
| Суиндон Таун                 | 1987/88                      | —         | —         | —     | —     | —          | —          | —             | —             | —     | —     |
| Суиндон Таун                 | 1988/89                      | —         | —         | —     | —     | —          | —          | —             | —             | —     | —     |
| Суиндон Таун                 | 1989/90                      | —         | —         | —     | —     | —          | —          | —             | —             | —     | —     |
| Суиндон Таун                 | 1990/91                      | —         | —         | —     | —     | —          | —          | —             | —             | —     | —     |
| Суиндон Таун                 | 1991/92                      | —         | —         | —     | —     | —          | —          | —             | —             | —     | —     |
| Суиндон Таун                 | 1992/93                      | —         | —         | —     | —     | —          | —          | —             | —             | —     | —     |
| Всего за «Суиндон Таун»      | Всего за «Суиндон Таун»      | 330       | 20        | 17    | 1     | 35         | 0          | 13            | 0             | 414   | 21    |
| Тоттенхэм Хотспур            | 1993/94                      | 5         | 0         | —     | —     | —          | —          | —             | —             | 5     | 0     |
| Тоттенхэм Хотспур            | 1994/95                      | —         | —         | —     | —     | —          | —          | —             | —             | —     | —     |
| Тоттенхэм Хотспур            | 1995/96                      | 29        | 1         | —     | —     | —          | —          | —             | —             | 29    | 1     |
| Тоттенхэм Хотспур            | 1996/97                      | 34        | 0         | 1     | 0     | 4          | 0          | —             | —             | 39    | 0     |
| Тоттенхэм Хотспур            | 1997/98                      | 26        | 4         | 2     | 1     | 2          | 0          | —             | —             | 30    | 5     |
| Тоттенхэм Хотспур            | 1998/99                      | 12        | 0         | —     | —     | 5          | 0          | —             | —             | 17    | 0     |
| Всего за «Тоттенхэм Хотспур» | Всего за «Тоттенхэм Хотспур» | 162       | 7         | 16    | 1     | 20         | 1          | 0             | 0             | 198   | 8     |
| Астон Вилла                  | 1998/99                      | 8         | 0         | —     | —     | —          | —          | —             | —             | 8     | 0     |
| Астон Вилла                  | 1999/00                      | 18        | 0         | —     | —     | 4          | 0          | —             | —             | 22    | 0     |
| Всего за «Астон Вилла»       | Всего за «Астон Вилла»       | 26        | 0         | 0     | 0     | 4          | 0          | 0             | 0             | 30    | 0     |
| Ноттингем Форест             | 1999/00                      | 6         | 0         | —     | —     | —          | —          | —             | —             | 6     | 0     |
| Ноттингем Форест             | 2000/01                      | 2         | 0         | —     | —     | —          | —          | —             | —             | 2     | 0     |
| Всего за «Ноттингем Форест»  | Всего за «Ноттингем Форест»  | 8         | 0         | 0     | 0     | 0          | 0          | 0             | 0             | 8     | 0     |
| Ноттс Каунти                 | 2000/01                      | 5         | 0         | —     | —     | —          | —          | —             | —             | 5     | 0     |
| Всего за «Ноттс Каунти»      | Всего за «Ноттс Каунти»      | 5         | 0         | 0     | 0     | 0          | 0          | 0             | 0             | 5     | 0     |
| Всего за карьеру             | Всего за карьеру             | 631       | 28        | 39    | 3     | 63         | 1          | 13            | 0             | 772   | 32    |

### Сборная Шотландии
С период с 1995 по 1999 год Колин защищал цвета национальной сборной Шотландии. Дебют Колдервуда в составе «тартановой армии» состоялся 29 марта 1995 года в отборочном поединке к чемпионату Европы 1996, в котором «горцы» встречались с командой России. В своём втором матче, коим стал матч против Сан-Марино, Колин забил свой единственный гол за национальную команду. Квалификационные игры к европейскому первенству 1996 года шотландцы провели неплохо — они заняли второе место в своей группе 8 и, тем самым, завоевали право поехать в Англию на этот международный форум. Колин был назван в числе 22-х футболистов, которым было доверено защищать цвета шотландского флага на чемпионате Европы. На турнире Колдервуд провёл все три игры своей команды — против Нидерландов, Англии и Швейцарии.
Через два года Колин в составе сборной Шотландии принял участие в другом крупном международном форуме — чемпионате мира 1998. Сыграл на «мундиале» два матча — с Бразилией и Норвегией.
Последнюю игру за «тартановую армию» Колдервуд провёл 5 октября 1999 года — в этот день шотландцы в рамках отборочного турнира к чемпионату Европы 2000 встречались с командой Боснии и Герцеговины.
Всего за пять лет выступлений за национальную сборную Колин сыграл 36 матчей, забил один гол.

#### Матчи и голы за сборную Шотландии
| №  | Дата            | Место                                              | Оппонент             | Счёт | Голы Колдервуда | Соревнование                                                      |
| 1  | 29 марта 1995   | «Лужники», Москва, Россия                          | Россия               | 0:0  | —               | Отборочный матч чемпионата Европы по футболу 1996                 |
| 2  | 26 апреля 1995  | Олимпийский стадион, Серравалле, Сан-Марино        | Сан-Марино           | 2:0  | 1               | Отборочный матч чемпионата Европы по футболу 1996                 |
| 3  | 21 мая 1995     | «Биг Арч», Хиросима, Япония                        | Япония               | 0:0  | —               | Kirin Cup                                                         |
| 4  | 24 мая 1995     | «Тояма Парк», Тояма, Япония                        | Эквадор              | 1:2  | —               | Kirin Cup                                                         |
| 5  | 7 июня 1995     | «Тофтир», Тофтир, Фарерские острова                | Фарерские острова    | 2:0  | —               | Отборочный матч чемпионата Европы по футболу 1996                 |
| 6  | 16 августа 1995 | «Хэмпден Парк», Глазго, Шотландия                  | Греция               | 1:0  | —               | Отборочный матч чемпионата Европы по футболу 1996                 |
| 7  | 6 сентября 1995 | «Хэмпден Парк», Глазго, Шотландия                  | Финляндия            | 1:0  | —               | Отборочный матч чемпионата Европы по футболу 1996                 |
| 8  | 11 октября 1995 | «Росунда», Стокгольм, Швеция                       | Швеция               | 0:2  | —               | Товарищеский матч                                                 |
| 9  | 15 ноября 1995  | «Хэмпден Парк», Глазго, Шотландия                  | Сан-Марино           | 5:0  | —               | Отборочный матч чемпионата Европы по футболу 1996                 |
| 10 | 26 мая 1996     | «Уиллоу Брук Парк», Нью-Бритен, США                | США                  | 1:2  | —               | Товарищеский матч                                                 |
| 11 | 29 мая 1996     | «Майами Оранж Боул», Майами, США                   | Колумбия             | 0:1  | —               | Товарищеский матч                                                 |
| 12 | 10 июня 1996    | «Вилла Парк», Бирмингем, Англия                    | Нидерланды           | 0:0  | —               | Чемпионат Европы по футболу 1996 (финальные игры, групповой этап) |
| 13 | 15 июня 1996    | «Уэмбли», Лондон, Англия                           | Англия               | 0:2  | —               | Чемпионат Европы по футболу 1996 (финальные игры, групповой этап) |
| 14 | 18 июня 1996    | «Вилла Парк», Бирмингем, Англия                    | Швейцария            | 1:0  | —               | Чемпионат Европы по футболу 1996 (финальные игры, групповой этап) |
| 15 | 31 августа 1996 | «Эрнст Хаппель», Вена, Австрия                     | Австрия              | 0:0  | —               | Отборочный матч чемпионата мира по футболу 1998                   |
| 16 | 5 октября 1996  | «Даугава», Рига, Латвия                            | Латвия               | 2:0  | —               | Отборочный матч чемпионата мира по футболу 1998                   |
| 17 | 10 ноября 1996  | «Айброкс», Глазго, Шотландия                       | Швеция               | 1:0  | —               | Отборочный матч чемпионата мира по футболу 1998                   |
| 18 | 11 февраля 1997 | «Луи II», Фонвьей, Монако                          | Эстония              | 0:0  | —               | Отборочный матч чемпионата мира по футболу 1998                   |
| 19 | 29 марта 1997   | «Регби Парк», Килмарнок, Шотландия                 | Эстония              | 2:0  | —               | Отборочный матч чемпионата мира по футболу 1998                   |
| 20 | 2 апреля 1997   | «Селтик Парк», Глазго, Шотландия                   | Австрия              | 2:0  | —               | Отборочный матч чемпионата мира по футболу 1998                   |
| 21 | 30 апреля 1997  | «Уллеви», Гётеборг, Швеция                         | Швеция               | 1:2  | —               | Отборочный матч чемпионата мира по футболу 1998                   |
| 22 | 7 сентября 1997 | «Питтодри», Абердин, Шотландия                     | Беларусь             | 4:1  | —               | Отборочный матч чемпионата мира по футболу 1998                   |
| 23 | 11 октября 1997 | «Селтик Парк», Глазго, Шотландия                   | Латвия               | 2:0  | —               | Отборочный матч чемпионата мира по футболу 1998                   |
| 24 | 12 ноября 1997  | «Жеффруа Гишар», Сент-Этьен, Франция               | Франция              | 1:2  | —               | Товарищеский матч                                                 |
| 25 | 25 марта 1998   | «Айброкс», Глазго, Шотландия                       | Дания                | 0:1  | —               | Товарищеский матч                                                 |
| 26 | 22 апреля 1998  | «Истер Роуд», Эдинбург, Шотландия                  | Финляндия            | 1:1  | —               | Товарищеский матч                                                 |
| 27 | 23 мая 1998     | «Джайентс», Нью-Йорк, США                          | Колумбия             | 2:2  | —               | Товарищеский матч                                                 |
| 28 | 30 мая 1998     | Стадион имени Роберта Ф. Кеннеди, Вашингтон, США   | США                  | 0:0  | —               | Товарищеский матч                                                 |
| 29 | 10 июня 1998    | «Стад де Франс», Париж, Франция                    | Бразилия             | 1:2  | —               | Чемпионат мира по футболу 1998 (финальные игры, групповой этап)   |
| 30 | 16 июня 1998    | «Стад де Парк Лескюр», Бордо, Франция              | Норвегия             | 1:1  | —               | Чемпионат мира по футболу 1998 (финальные игры, групповой этап)   |
| 31 | 5 сентября 1998 | «Жальгирис», Вильнюс, Литва                        | Литва                | 0:0  | —               | Отборочный матч чемпионата Европы по футболу 2000                 |
| 32 | 10 октября 1998 | «Тайнкасл», Эдинбург, Шотландия                    | Эстония              | 3:2  | —               | Отборочный матч чемпионата Европы по футболу 2000                 |
| 33 | 5 июня 1999     | «Тофтир», Тофтир, Фарерские острова                | Фарерские острова    | 1:1  | —               | Отборочный матч чемпионата Европы по футболу 2000                 |
| 34 | 9 июня 1999     | «Летна», Прага, Чехия                              | Чехия                | 2:3  | —               | Отборочный матч чемпионата Европы по футболу 2000                 |
| 35 | 4 сентября 1999 | Олимпийский стадион, Сараево, Босния и Герцеговина | Босния и Герцеговина | 2:1  | —               | Отборочный матч чемпионата Европы по футболу 2000                 |
| 36 | 5 октября 1999  | «Айброкс», Глазго, Шотландия                       | Босния и Герцеговина | 1:0  | —               | Отборочный матч чемпионата Европы по футболу 2000                 |

Итого: 36 матчей / 1 гол; 15 побед, 11 ничьих, 10 поражений.

#### Сводная статистика игр/голов за сборную
| Сборная          | Год              | Отборочные матчи ЧМ | Отборочные матчи ЧМ | Финальные матчи ЧМ | Финальные матчи ЧМ | Отборочные матчи ЧЕ | Отборочные матчи ЧЕ | Финальные матчи ЧЕ | Финальные матчи ЧЕ | Товарищеские матчи | Товарищеские матчи | Kirin Cup | Kirin Cup | Итого | Итого |
| Сборная          | Год              | Игры                | Голы                | Игры               | Голы               | Игры                | Голы                | Игры               | Голы               | Игры               | Голы               | Игры      | Голы      | Игры  | Голы  |
| ---------------- | ---------------- | ------------------- | ------------------- | ------------------ | ------------------ | ------------------- | ------------------- | ------------------ | ------------------ | ------------------ | ------------------ | --------- | --------- | ----- | ----- |
| Шотландия        | 1995             | —                   | —                   | —                  | —                  | 6                   | 1                   | —                  | —                  | 1                  | 0                  | 2         | 0         | 9     | 1     |
| Шотландия        | 1996             | 3                   | 0                   | —                  | —                  | —                   | —                   | 3                  | 0                  | 2                  | 0                  | —         | —         | 8     | 0     |
| Шотландия        | 1997             | 6                   | 0                   | —                  | —                  | —                   | —                   | —                  | —                  | 1                  | 0                  | —         | —         | 7     | 0     |
| Шотландия        | 1998             | —                   | —                   | 2                  | 0                  | 2                   | 0                   | —                  | —                  | 4                  | 0                  | —         | —         | 8     | 0     |
| Шотландия        | 1999             | —                   | —                   | —                  | —                  | 4                   | 0                   | —                  | —                  | —                  | —                  | —         | —         | 4     | 0     |
| Всего за карьеру | Всего за карьеру | 9                   | 0                   | 2                  | 0                  | 12                  | 1                   | 3                  | 0                  | 8                  | 0                  | 2         | 0         | 36    | 1     |

### Достижения в качестве игрока
«Суиндон Таун»
- Победитель Четвёртого дивизиона Футбольной лиги: 1985/86
- Бронзовый призёр Третьего дивизиона Футбольной лиги: 1986/87

 «Тоттенхэм Хотспур»
- Обладатель Кубка английской лиги: 1998/99

## Тренерская карьера
После окончания своей карьеры футболиста Колдервуд стал тренером. Первым опытом в новом качестве для него стал пост наставника резервной команды клуба «Тоттенхэм Хотспур», который он занимал в период с 2001 по 2003 год.

### «Нортгемптон Таун»
9 октября 2003 года Колин был назначен главным тренером представителя Второй Футбольной лиги Англии «Нортгемптон Таун». В первые два сезона клуб под руководством шотландского специалиста достигал стадии игр плей-офф за право выступления в третьем по значимости дивизионе страны, однако оба раза «сапожники» останавливались в шаге от цели. По итогам футбольного года 2005/06 «Нортгемптон» стал вторым в турнирной таблице Второй английской лиги, добившись, наконец, повышения в классе.

### «Ноттингем Форест»
Успехи Колдервуда в скромном нортгемптонширском коллективе привлекли внимание со стороны более серьёзных клубов. 30 мая 2006 года шотландец вступил в должность главного тренера «Ноттингем Форест». Старт Колдервуда в новой команде получился удачным — клуб в августе 2006 года в рамках турнира Первого дивизиона Англии добился четырёх побед и один поединок свёл ничью. За этот успех Колин был удостоен звания «Тренера месяца». По итогам сезона «лесники» заняли четвёртое место в турнирной таблице, но в играх плей-офф за выход в Чемпионшип потерпели поражение от «Йовил Таун».
Следующий футбольный год принёс Колдервуду и его «Ноттингему» успех, хотя всё начиналось достаточно неудачно — на старте кампании «Форест» не знали вкуса побед шесть матчей, за что Колин подвергался жёсткой обструкции со стороны фанатов и журналистов. Однако затем набравший ход клуб стал сокрушать одного соперника за другим, всего лишь один раз потерпев поражение в пятнадцати играх. По итогам ноября Колдервуд второй раз в карьере был признан «Тренером месяца». Полученный приз Колин продал на интернет-аукционе eBay за две тысячи фунтов. Вырученные деньги шотландец перевёл в качестве благотворительной акции на счёт одной из больниц города Ноттингем. После этого «лесники» провели ряд неровных матчей, и за семь поединков до окончания футбольного года они были в девятиочковом отставании от зоны автоматического выхода в Чемпионшип. Колдервуд в одном из интервью признался, что он «очень сильно сомневается в том, что клуб сможет напрямую добиться повышения в классе» и «скорее всего, его ждут игры плей-офф». Тем не менее, «Ноттингем» в оставшихся семи матчах смог выиграть шесть раз и всё же добился автоматического выхода в Чемпионшип. Сам Колдервуд за подобный спурт своей команды удостоился приза «Лучшего тренера» апреля 2008 года.
Повышение в классе не принесло «лесникам» ничего кроме разочарования — к декабрю 2008 года клуб смог одержать лишь четыре победы. 26 декабря Колдервуд был уволен с поста наставника «Ноттингема».

### «Ньюкасл Юнайтед»
26 января следующего года Колин вступил в должность тренера клуба «Ньюкасл Юнайтед». В феврале 2009 года Колдервуд вместе с Крисом Хьютоном образовал дуэт наставников «сорок». Этот союз не принёс «Ньюкаслу» успеха — за два месяца «Юнайтед» не смог одержать ни одной победы. После этого наставником клуба был назначен Алан Ширер, а шотландец вернулся на должность тренера «сорок».

### «Хиберниан»
18 октября 2010 года Колдервуд покинул Англию и вернулся на родину, где принял бразды правления эдинбургским коллективом «Хиберниан». Первые три игры под руководством Колина «хибс» проиграли. Первая победа к команде Колдервуда пришла 10 ноября, когда «бело-зелёные» в рамках шотландской Премьер-лиги со счётом 3:0 обыграли действующего чемпиона страны глазговский «Рейнджерс». Несмотря этот яркий успех «Хиберниан» продолжал проигрывать — в следующих 14 встречах футболисты из Эдинбурга праздновали победу лишь дважды. Этот регресс вызвал слухи в прессе, рассказывающие о том, что Колдервуд просил руководство «Хиберниана» уволить его по собственному желанию, однако владелец «бело-зелёных», Том Фармер, не удовлетворил пожелание специалиста. 3 марта 2011 года Колин благодаря успешной игре «хибс» в феврале был признан «Тренером месяца шотландской Премьер-лиги». Сезон 2010/11 «Хиберниан» закончил на одиннадцатом месте чемпионата страны.
В июне 2011 года клубы «Бирмингем Сити» и «Ноттингем Форест» рассматривали кандидатуру Колдервуда на позицию ассистента главного тренера первой команды, но до предметных предложений дело не дошло.
6 ноября 2011 года Колин был уволен с поста наставника «Хиберниана» за неудовлетворительные результаты клуба. Под руководством Колдервуда «хибс» провели 49 матчей, в которых лишь 12 раз праздновали победу.

### Тренерская статистика
| Нортгемптон Таун | Англия    | 9 октября 2003  | 29 мая 2006     | 154 | 74  | 40 | 40  | 48,05 |
| Ноттингем Форест | Англия    | 30 мая 2006     | 26 декабря 2008 | 136 | 57  | 42 | 37  | 41,91 |
| Ньюкасл Юнайтед  | Англия    | 12 февраля 2009 | 1 апреля 2009   | 5   | 0   | 2  | 3   | 00,00 |
| Хиберниан        | Шотландия | 18 октября 2010 | 6 ноября 2011   | 49  | 12  | 11 | 26  | 24,49 |
| Итого            | Итого     | Итого           | Итого           | 344 | 143 | 95 | 106 | 41,57 |

И — игры, В — выигрыши, Н — ничьи, П — поражения, % побед — процент побед 
(данные откорректированы по состоянию на 5 ноября 2011)

### Достижения в качестве тренера

#### Командные достижения
«Нортгемптон Таун»
- Серебряный призёр Второй Футбольной лиги Англии: 2005/06

 «Ноттингем Форест»
- Серебряный призёр Первой Футбольной лиги Англии: 2007/08

#### Личные достижения
- Тренер месяца Первой Футбольной лиги Англии (3): август 2006, ноябрь 2007, апрель 2008
- Тренер месяца шотландской Премьер-лиги: февраль 2011